# Marjan Šarecs lista
Marjan Šarecs lista (slovenska: Lista Marjana Šarca, LMŠ) är ett slovenskt socialliberalt parti. Partiledare är Marjan Šarec, som har varit Sloveniens premiärminister. Partiet blev medlem i Alliansen liberaler och demokrater för Europa i november 2018.

## Historia
Partiet grundades den 31 maj 2014. I början hette det Marjan Šarecs lista - framåt Kamnik för att Šarec var borgmästare i staden Kamnik..
I presidentvalet 2017 kom Šarec till den andra omgång med Borut Pahor. Šarec blev inte invald för att Pahor vann 53 % av rösterna..
Nästa år, i parlamentsvalet, fick LMŠ 12,6 % av rösterna och 13 ledamotsplats i Sloveniens nationalförsamlingen. Parlamentet röstade Šarec som regeringsförhandlare i augusti 2018. Den LMŠ-ledd regeringen föll i januari 2020 då Šarec sade upp sig.
I EU-valet 2019 fick partiet 15,44 % av rösterna och två europaparlamentariker: Irena Joveva och Klemen Grošelj.